# Вороньков
Воронько́в (укр. Воро́ньків) — село в Бориспольском районе Киевской области.
Близ села протекает река Иква с притоком Млен.
Основано 1096 году как город Вороница. В 1624 году — городок Вороньков и с 1648 — село Вороньков.

## Известные жители и уроженцы
- Тузов Анатолий Павлович (1938—2013) — Профессор, Доктор Наук, Заслуженный юрист Украины, автор сотен трудов по юриспруденции.
- Вербицкая, София Степановна (род. 1938) — Герой Социалистического Труда.
- Землянских Игорь Иванович — художник-орнитолог.
- Берло, Анна Львовна (1859—1942) — историк, филолог, педагог.
- Шолом-Алейхем (1859—1916) — писатель, драматург.
- Баккалинский Арсен Якимович (1880—1921) — фольклорист и хормейстер.
- Бранка-Кривуцкая Екатерина — артистка.
- Бойко Надежда Ивановна — языковед.
- Заборный Михаил Васильевич — депутат Верховного Совета УССР.
- Владимир Исай (1972—2009) — старший лейтенант МВД Украины.
- Карпенко Николай Иванович — поет.
- Клименко Василий Алексеевич (1975—2014) — младший сержант Вооруженных сил Украини, участник российско-украинской войны.
- Коновал Иван Емельянович (1875—1925) — украинский писатель, педагог, общественный деятель, собиратель народного творчества.